# Terebra marrowae
Terebra marrowae es una especie de gastrópodo del género Terebra, perteneciente la familia Terebridae.